# خوسيه لويس تشافيز
خوسيه لويس تشافيز (بالإسبانية: José Luis Chávez) هو لاعب كرة قدم بوليفي، ولد في 18 مايو 1986 في سانتا كروز دي لا سييرا في بوليفيا. شارك مع منتخب بوليفيا لكرة القدم. أما مع النوادي، فقد لعب مع نادي أطلس ونادي بوليفار.

## وصلات خارجية
- خوسيه لويس تشافيز على موقع إي إس بي إن إف سي (الإنجليزية)
- خوسيه لويس تشافيز على موقع قاعدة بيانات كرة القدم.إي يو (الإنجليزية)
- خوسيه لويس تشافيز على موقع ناشيونال فوتبول تيمز (الإنجليزية)
- خوسيه لويس تشافيز على موقع Soccerway.com (الإنجليزية)